# Odontologiska Föreningen (Göteborg)
Odontologiska föreningen, OF, var en av studentkårerna vid Göteborgs universitet. Medlemmarna utgjordes av studenter i odontologi. OF var medlem i Göteborgs universitets studentkårer, Göteborgs Förenade Studentkårer samt Samarbetsrådet för Studentkårerna vid Sahlgrenska akademin (SAMSS). I samband med kårobligatoriets avskaffande 2010 gick OF, Medicinska föreningen i Göteborg och Hälsovetenskapliga studentkåren ihop och bildade Sahlgrenska akademins Studentkår. Det kvarvarande kårhuset, Munhålan, som tillhörde OF, gavs bort till Göteborgs Tandläkare-sällskapet (GTS) som idag låter studenter sköta husets verksamheter och fortsätta använda det som ett alldeles eget kårhus. Huset skötes av två intendenter som bor på husets övervåning samt Munhålans Studentförening som består av nuvarande odontologistudenter.

## Historik
Odontologiska föreningen bildades ursprungligen som obligatorisk studentförening (fakultetsförening) vid Göteborgs universitet i samband med inrättandet av den odontologiska fakulteten 1967. Studentkår vid denna tid var Göteborgs Universitets Studentkår. Under 1960-talet övertog fakultetsföreningarna alltmer av studentkårens uppgifter, vilket ledde till att Göteborgs Universitets Studentkår i praktiken upphörde som organisation i början av 1970-talet. Odontologiska föreningen erhöll dock inte formellt status som studentkår förrän 1983.